# Кутлуг-буга
Кутлуг-буга (*д/н —бл. 1393) — державний та військовий діяч Золотої Орди. У венеційських джерелах відомий як Котлобога.

## Життєпис
Належав до найманського роду Енджлі. Розпочав кар'ру у військових кампаніях хана Узбека. Був одним з наближених емірів до хана Джанібека. У 1351—1357 роках обіймав посаду беклярбека. У 1347 і 1358 роках брав участь у ратифікації торгівельних угод з Венеційською республікою. У 1357 році згаданий в ярлиці хана Бердібека митрополиту Олексію. 1360 року підтримав Хизра у боротьбі за владу, внаслідок чого загинув хан Навруз та давні суперники Кутлуг-буги — ханша Тайдула і беклярбек Могул-буга.
Близько 1361 року призначено ханом Кільдібеком намісником Кримського улуса. За однією з версій є тотожній Кутлуг-бею — учаснику битви на Синіх Водах, втім це сумнівно, оскільки є згадка про загибель того у битві, а Кутлуг-буга ще діяв більше 30 років.
Спочатку контролював Приазов'є. Лише 1365 року після перемоги над улусбеком Ходжою Алібеком зумів зайняти Крим.
Вимушений був протистояти темнику Мамаю, що захопив Самарський улус. Наслідком стало послаблення влади ординців в Криму, де посилилося князівство Феодоро, а генуезці захопили Сугдею та землі в Готії. 1365 року відправив сина Ільяса до великого князя литовського Ольгерда щодо спільних дій. 1371 року вимушен був залишити Кримський півострів, який захопив Мамай.
Після поразки і загибелі Мамая 1380 року разом з Тохтамишем зайняв Крим. 1381 року призначається улусбеком. Йому допомагав син Ільяс, що очолював Солхатський тумен (можливо через вік Кутлуг-буги). 
У 1385-1386 роках відбулася так звана Солхатська війна між ординцями і генуезцями, де останні здобули перемогу. 1387 року укладає з генуезьким консулом Кафи угоду, що підтверджувала попередні угоди ханів Золотої Орди, визнавала за генуезцями Сугдею, гірську Готію та монополію на торгівлю. За цим ймовірно був вигнаний з Криму Бек-Булатом. Після поразки останнього Тохтамиш вкотре поставив Кутлуг-бугу улусбеком. Останній раз згадується у 1393 році. Ймовірно після цього помер. Новим улусбеком став Таш-Тимур.
Старший син можливо на той час помер. Його другий син Сінан у 1393—1395 роках був очільником Солхатського тумену, чинив спротив вторгненню Тамерлана.